# جاك ويلكينز
جاك ويلكينز (بالإنجليزية: Jack Wilkins)‏ هو عازف جاز وأستاذ جامعي أمريكي، ولد في 3 يونيو 1944 في بروكلين في الولايات المتحدة.

## وصلات خارجية
- جاك ويلكينز على موقع ميوزك برينز (الإنجليزية)
- جاك ويلكينز على موقع أول ميوزيك (الإنجليزية)
- جاك ويلكينز على موقع ديسكوغز (الإنجليزية)